# Taryfa (historyczna ewidencja nieruchomości w Warszawie)
Taryfa – od XVIII w. taryffa, od wł. tariffa, łac. tarif|a, -ae, etymologia od arab. تعاريف trans. taʕārif – opłata należna – początkowo wykaz dawnych stawek podatku od nieruchomości zawierające dane ewidencji gruntów i budynków, wprowadzający na terenie Warszawy numerację budynków i nieruchomości w 1784 r., wydawany do ok. 1920 r. Numeracja gruntów i budynków – składająca się z maksymalnie 4 cyfr, nadawała numer nieruchomości od numeru działki, zachowując kolejność zgodnie ze sposobem numeracji działek, a nie budynków wzdłuż ulicy. Numer 1 – przyznano Zamkowi Królewskiemu. Numeracja ta wiązała się bezpośrednio z nr hipotecznym działki, tj. w opracowaniach spotyka się adres z numerem taryfy opisany jako np. Pałac Zamoyskich przy Nowym Świecie nr hip. 1245 (obecnie nr 67/69).
Numerację domów zbliżoną do współczesnej zawarto w spisach z: 1797 – jako numer cyrkułu, 1869 i 1920? – numer policyjny. Przeliczenie dawnej numeracji na współcześnie używaną numerację wzdłuż ulicy umożliwia Taryfa posesyj (domów i placów) m. stoł. Warszawy i przedmieścia Pragi z 1920? r.
| rok wydania | autor                | tytuł | wydawca                              | źródło |
| ----------- | -------------------- | --- | ------------------------------------ | ------ |
| 1786        |                      | Taryffa miasta Warszawy do składki na koszary na rat sześć cztero-miesięcznych w 1784 roku ułożona, perceptę z kwitami zgodną okazuiąca                                                  |                                      | [ 1 ]  |
| 1797        |                      | Opis wszystkich pałaców, domów, kościołów, szpitalów i ich posesorów Miasta Warszawy dla wygody publicznej wydany w roku 1797                                                            |                                      | [ 6 ]  |
| 1808        |                      | Taryffa domów miasta Warszawy dla wygody pobliczney wydana nakładem S. Z. roku 1807 w miesiącu wrześniu; poprawiona stosownie do nowego podziału na cyrkułów osiem w miesiącu lipcu 1808 | drukarnia Ragoczy                    | [ 7 ]  |
| 1817        |                      | Taryffa domów miasta Warszawy: dla wygody publicznéy nowo wydana, z dołączeniem przedmieścia Pragi, i domów za rogatkami będących.                                                       |                                      | [ 8 ]  |
| 1821        |                      | Taryffa domów miasta stołecznego Warszawy dla wygody publicznéj nowo wydana, z dołączeniem przedmieścia Pragi i domów za rogatkami będących, tudzież opisu historycznego tey stolicy     | drukarnia Łątkiewicza                | [ 9 ]  |
| 1825        |                      | Taryffa domów miasta stołecznego Warszawy: dla wygody publiczney nowo wydana, podzielona na wydziały policyjne i cyrkuły oraz przedmieścia Pragi i domów za rogatkami będącymi.          | w Drukarni Józefa Puszty             | [ 10 ] |
| 1832        | Jan Glücksberg       | Taryffa domów miasta stołecznego Warszawy i przedmieścia Pragi według nowego podziału | Jan Glücksberg                       | [ 11 ] |
| 1839        | Jan Glücksberg       | Taryffa domów miasta stołecznego Warszawy i przedmieścia Pragi | Jan Glücksberg                       | [ 12 ] |
| 1844        | Hipolit Skimborowicz | Taryffa domów miasta Warszawy i przedmieścia Pragi, z wielu użytecznemi informacyami. | Józef Unger                          | [ 13 ] |
| 1852        | Hiacynt Świątkowski  | Taryffa domów miasta Warszawy i Pragi: s planem ogólnym i 128 szczegółowych planików ulic i domów ułożona przez inżeniera miasta H. Świątkowskiego                                       | Jan Glücksberg                       | [ 14 ] |
| 1869        | Józef Unger          | Taryfa domów miasta Warszawy i przedmieścia Pragi | drukarnia Józefa Ungra               | [ 4 ]  |
| 1887        |                      | Tabela domów miasta Warszawy i przedmieścia Pragi (ros. Табель домамъ г. Варшавы и предместья Праги)                                                                                     | Kancelaria Oberpolicmajstra Warszawy | [ 15 ] |
| 1920?       |                      | Taryfa posesyj (domów i placów) m. stoł. Warszawy i przedmieścia Pragi s. 176 |                                      | [ 5 ]  |

Podobny sposób numeracji nieruchomości od numeru hipotecznego działki stosowany jest aktualnie w USA.

## Literatura
- Iwan Aleksiejewicz Jadrow, translit. Ivan Alekseevič Âdrov, ros. Иван Алексеевич Ядров – opracowanie: Plan Warszawy i okolic, План Варшавы и окрестностей. Warszawa: 1867. OCLC 752853026. (pol. • ros.). Brak numerów stron w książce
- Wiktor Gomulicki: Z historyi ulic i uliczek warszawskich. Warszawa: Gebethner i Wolff, 1905, s. 56. OCLC 731805773. (pol.).
- Łukasz Gołębiowski: Opisanie Warszawy. Warszawa: nakładem i drukiem Glücksberga (reprint fotooffsetowy, Wydawnictwa Artystyczne i Filmowe z 1979 r.), 1827 (1979), s. 252. OCLC 750087840.
- Władysław Smoleński: Mieszczaństwo warszawskie w końcu wieku XVIII. Warszawa: Wende E. i Spółka, 1917, s. 491. OCLC 721809921.